# Begonia turrialbae
Espèce
Begonia turrialbae est une espèce de plantes de la famille des Begoniaceae.
L'espèce fait partie de la section Weilbachia.
Elle a été décrite en 1999 par Kathleen Burt-Utley (1944-) et John F. Utley (1944-).

## Répartition géographique
Cette espèce est originaire du pays suivant : Costa Rica.